# Akon
Aliaune Damala Badara Akon Thiam (n. 16 aprilie 1973), cunoscut ca Akon (în engleză [ˈeɪkɒn]) este un cântăreț de hip-hop, R&B, și producător muzical american de origine senegaleză. A început să fie cunoscut după lansarea primului său single, „Locked Up” de pe albumul de debut, Trouble. 
Cel de-al doilea material discografic al său i-a adus o nominalizare la premiile Grammy pentru piesa „Smack That”. Este fondatorul casei de discuri Konvict Music și al Kon Live Distribution. Are la activ peste 300 de apariții ca invitat și 45 de cântece în Billboard Hot 100. Este singurul artist care a ocupat de două ori primul și al doilea loc simultan în acest clasament.

## Discografie
Albume
- Trouble (2004)
- Konvicted (2006)
- Freedom (2008)
- Stadium (TBA)
- El Negreeto (2019)

## Filmografie
- Black November (2012)
- American Heist (2014)

## Turnee
- Dar Es Salaam, Tanzania One-off Concert (2006).[6]
- Konvicted Tour (July to September 2007, then additional dates in 2008)
- The Sweet Escape Tour with Gwen Stefani (April to July 2007)
- Good Girl Gone Bad Tour with Rihanna (Canadian-leg only, September – December 2008)
- Konvict Muzik Tour with T-Pain (Australia only, October 26–27, 2009)
- Brazilian Mini-Tour, (Brazil, January 2010)
- OMG Tour with Usher (North America Second Leg, April – June 2011)